# 宇佐美敏夫
宇佐美敏夫（日语：／ Usami Toshio，1908年2月22日—1991年6月1日），爱知县出身，日本男子曲棍球运动员。他曾代表日本国家队参加1932年夏季奥林匹克运动会曲棍球比赛，获得一枚银牌。